# بار شناختی
در روان‌شناسی شناختی، بار شناختی به میزان استفاده شده از منابع حافظه کاری اشاره دارد.
تئوری بار شناختی برای اولین بار در اواخر دهه ۱۹۸۰ بر اساس مطالعه حل مسئله توسط جان سوئلر و به منظور کاهش بار شناختی در هنگام یادگیری در دانش آموزان ایجاد شد. بعدها، محققان دیگر، راهی برای اندازه‌گیری تلاش ذهنی درک شده که نشان دهنده بار شناختی است ابداع کردند.

## تئوری
در اواخر ۱۹۸۰، جان سؤالر (John Sweller)  نظریه بار شناختی را در زمان مطالعه در مورد حل مسئله توسعه داد؛ این نظریه برای "ارائه راهنمایی‌هایی به منظور کمک به ارائه اطلاعات به نحوی است که فعالیت‌های یادگیرنده را تشویق کند که عملکرد ذهنی را بهینه کنند". نظریه سوئلر از جنبه‌های نظریه پردازش اطلاعات استفاده می‌کند تا بر روی محدودیت‌های ذاتی بار حافظه کاری (working memory) همزمان در فرآیند یادگیری در طول آموزش تأکید کند. این نظریه از طرح سیستم برای طراحی مواد آموزشی استفاده می‌کند.

## انواع
نظریه بار شناختی یک چارچوب کلی فراهم می‌کند و پیامدهای گسترده‌ای برای طراحی آموزشی دارد، با اینکه به طراحان آموزشی امکان می‌دهد شرایط یادگیری را در یک محیط یا، به طور کلی، در اکثر مواد آموزشی کنترل کنند. به‌طور خاص، راهنمایی‌های مبتنی بر شواهدی ارائه می‌دهد که به طراحان آموزشی کمک می‌کند بار شناختی بیهوده را در طول یادگیری کاهش دهند و بنابراین توجه یادگیرنده را به مواد مهم (مرتبط با طرح) بازترکیب کنند، و این کار باعث افزایش بار شناختی مرتبط می‌شود. این نظریه بین سه نوع بار شناختی تفاوت قائل می‌شود: بار شناختی ذاتی، بار شناختی مرتبط و بار شناختی فرعی.

### بار شناختی ذاتی
بار شناختی ذاتی سطح دشواری ذاتی مرتبط با یک موضوع آموزشی است. این اصطلاح برای اولین بار در اوایل دهه ۱۹۹۰ توسط چندلر و سؤالر استفاده شد. بر اساس آن‌ها، تمامی دستورات دارای سطح دشواری ذاتی‌ای هستند (مانند محاسبه ۲ + ۲ در مقایسه با حل یک معادله دیفرانسیل). این دشواری ذاتی توسط یک مدرس قابل تغییر نیست. با این حال، بسیاری از طرح‌ها ممکن است به "زیرطرح‌های" فردی تقسیم شده و به تنهایی آموزش داده شوند، که بعداً به‌هم برگردانده شده و به عنوان یک سیستم کلی مورد توجه قرار گیرند.

### بار شناختی فرعی
بار شناختی فرعی به وسیله شیوه‌ای که اطلاعات به یادگیرندگان ارائه می‌شود تولید می‌شود و تحت کنترل طراحان آموزشی قرار دارد. این بار می‌تواند به طراحی مواد آموزشی نسبت داده شود. زیرا یک منبع شناختی محدود وجود دارد که منابع برای پردازش بار فرعی استفاده می‌کند، تعداد منابع موجود برای پردازش بار ذاتی و بار مرتبط (یعنی یادگیری) کاهش می‌یابد. بنابراین، به‌ویژه زمانی که بار ذاتی و/یا بار مرتبط بالا است (یعنی زمانی که یک مسئله دشوار است)، مواد باید به‌طوری طراحی شوند که بار فرعی کاهش یابد.
یک مثال از بار شناختی فرعی زمانی رخ می‌دهد که دو روش ممکن برای توصیف یک مربع به دانش‌آموز وجود دارد. یک مربع یک شکل هندسی است و باید با استفاده از یک وسیله شکلی توصیف شود. بدون شک، یک مربی می‌تواند یک مربع را با استفاده از روش کلامی توصیف کند، اما زمانی که یک یادگیرنده یک مربع را مشاهده می‌کند، به جای توصیف آن، برای دانستن چیزی که مربی در حال صحبت از آن است، فقط یک لحظه و کمترین تلاش نیاز است. در این مثال، کارایی وسیله بصری ترجیح داده می‌شود. این به دلیل این است که یادگیرنده را با اطلاعات اضافی بار نمی‌کند. این بار شناختی فرعی نامیده می‌شود.
چندلر و سؤالر مفهوم بار شناختی فرعی را معرفی کردند. این مقاله به منظور گزارش نتایج شش آزمایش که آن‌ها برای بررسی این بار حافظه کاری انجام دادند، نوشته شده است. بسیاری از این آزمایش‌ها شامل موادی بود که اثر توجه تقسیم شده را نشان می‌دادند. آن‌ها متوجه شدند که قالب مواد آموزشی یا یادگیری را ترویج یا محدود می‌کند. آن‌ها پیشنهاد دادند که تفاوت‌های در عملکرد به دلیل سطوح بالاتر بار شناختی ایجاد شده توسط قالب آموزش است. "بار شناختی فرعی" یک اصطلاح برای این بار شناختی ناپایدار (مصنوعی) است.
بار شناختی فرعی ممکن است شامل اجزای مختلفی باشد، مانند وضوح متون یا تقاضای‌های تعاملی نرم‌افزارهای آموزشی.

### بار شناختی مرتبط
بار شناختی مرتبط، فرآیند، ساخت و اتوماسیون طرح‌ها است. این اصطلاح برای اولین بار در سال ۱۹۹۸ توسط سؤالر، فن مرینبور و پاس توضیح داده شد. در حالی که بار شناختی ذاتی به طور کلی فکر می‌شود ثابت است (گرچه تکنیک‌هایی برای مدیریت پیچیدگی با تقسیم و ترتیب دادن مواد پیچیده قابل اعمال است)، طراحان آموزشی می‌توانند بارهای فرعی و مرتبط را تغییر دهند. پیشنهاد می‌شود که آن‌ها بار فرعی را محدود کنند و بار مرتبط را ترویج کنند.
تا پیش از مقاله‌ی ۱۹۹۸ سئولر، فن مرینبور و پاس، نظریه بار شناختی اساساً بر کاهش بار شناختی فرعی تمرکز داشت. با این مقاله، پژوهشگران بار شناختی آغاز به جستجوی راه‌های بازطراحی آموزش کردند تا باری که بیهوده بود به سمت ساخت طرح‌ها (بار مرتبط) متمرکز شود. بنابراین، برای طراحان آموزشی بسیار مهم است که "بار شناختی فرعی را کاهش داده و توجه یادگیرندگان را به فرآیندهای شناختی که به طور مستقیم مرتبط با ساخت طرح‌ها هستند بازتوجه کنند".